# Witamy u Rileyów
Witamy u Rileyów (ang. Welcome to the Rileys) – amerykańsko-brytyjski film obyczajowy z 2010 roku oparty na scenariuszu Kena Hixona i reżyserii Jake’a Scotta. W filmie występują Kristen Stewart, James Gandolfini i Melissa Leo.
Film miał premierę 23 stycznia 2010 roku podczas Festiwalu Filmowego w Sundance. W Polsce film swoją premierę miał na kanale HBO.

## Fabuła
Od czasu śmierci ich nastoletniej córki Emily, Doug (James Gandolfini) i Lois (Melissa Leo) Riley oddalają się od siebie. Z powodu swojego smutku Lois stała się zimna i odległa. Doug rozpoczyna romans z Vivian, młodszą lokalną kelnerką.
Pewnego ranka Doug zostaje poinformowany, że Vivian nie żyje i podróżuje do Nowego Orleanu w podróż służbową, aby oczyścić głowę. Jednak zamiast tego trafia do klubu ze striptizem, gdzie poznaje 16-letnią striptizerkę Mallory (Kristen Stewart). Grzecznie odrzuca jej propozycję prywatnego tańca i zamiast tego towarzyszy jej w domu i składa nietypową propozycję: jeśli Mallory pozwoli mu pozostać w jej zaniedbanym domu zapłaci jej 100 dolarów dziennie za jej kłopoty. Zgadza się, a Doug dzwoni do Lois, by powiedzieć jej, że przez jakiś czas nie wróci do domu. Żona mówi mu, że wiedziała o jego romansie z Vivian i rozłącza się.
Z biegiem czasu Doug staje się dla niej bardziej postacią ojca niż cokolwiek innego, w tym ucząc ją, jak prawidłowo ścielić łóżko i dbać o swoje pieniądze. Tymczasem w domu Lois zdaje sobie sprawę, że będzie musiała działać szybko, aby uratować swoje małżeństwo, nawet jeśli oznacza to wyjście na zewnątrz po raz pierwszy od prawie dziesięciu lat. Po kilku próbach wsiada do samochodu i kieruje się na południe.
Pewnej nocy Doug odbiera telefon od Mallory, która ma kłopoty po tym, jak została okradziona przez klienta. Jedzie po nią i uświadamia jej, że musi wprowadzić pewne zmiany, zanim sytuacja się pogorszy. Następnego ranka Lois przybywa do miasta i dzwoni do Douga, żeby go powiadomić; on jest oszołomiony. Natychmiast idzie na jej spotkanie i obejmują się pierwszy raz od lat. W drodze powrotnej opowiada jej o Mallory (która tak naprawdę nazywa się Alison) i tym, czym się zajmuje. Lois natychmiast się z tym nie zgadza i jest zszokowana, gdy dowiaduje się, jak młoda i pyskata jest Mallory. Jednak, podobnie jak Doug, Lois szybko się do niej przekonuje z powodu jej uderzających podobieństw do Emily.
Niedługo potem Lois również przeprowadza się również do domu Mallory i cała trójka zaczyna tworzyć niekonwencjonalną rodzinę. Lois pomaga jej uporać się z kobiecymi problemami i zabiera ją na zakupy po odpowiednią bieliznę, dzięki czemu znów czuje się jak matka, co bardzo jej się podoba. Gdy Lois próbuje odciągnąć Mallory od ścieżki samozniszczenia, młoda dziewczyna ucieka. Mallory zostaje później aresztowana za kłótnię z klientem, a Doug i Lois spieszą, by być u jej boku, ale wkrótce po tym, jak wpłacają za nią kaucję, dziewczyna znowu ucieka. W tym momencie Doug i Lois zdają sobie sprawę, że nie mogą zastąpić swojej córki Mallory i wracają do domu do Indianapolis.
Kilka dni później Doug odbiera telefon od Mallory z Houston. Wygląda na lepiej zadbaną i ogłasza swoje plany przeprowadzki do Las Vegas tuż przed wejściem do autobusu. Doug mówi jej, że on i Lois zawsze będą przy niej.

## Obsada
- James Gandolfini jako Doug Riley
- Kristen Stewart jako Allison/Mallory[3]
- Melissa Leo jako Lois Riley
- Eisa Davis jako Vivian
- David Jensen jako Ed
- Kathy Lamkin jako Charlene
- Joe Chrest jako Jerry
- Ally Sheedy jako Harriet

## Produkcja
Film został nagrany w Nowym Orleanie późną jesienią 2008 roku.